# Noordelijk kampioenschap hockey heren 1934/35
Het Noordelijk kampioenschap hockey heren 1934/35 was de 7e editie van deze Nederlandse veldhockeycompetitie. 
HCW uit Winschoten behaalde het grootste succes uit haar historie door haar eerste en tevens laatste noordelijke kampioenschap te veroveren. LHC beleefde een slecht seizoen met louter nederlagen. Het wist zich net op tijd te herstellen voor de degradatiewedstrijden. Ook DBS, tot voor kort vaste abonnementhouder op het noordelijk kampioenschap, verloor dit jaar voor het eerst meer dan dat het won.  

## Promotie en degradatie
De promotie/degradatiewedstrijden werden gewonnen door LHC, de nummer laatst van de promotieklasse. Sneek en GHBS, kampioen van respectievelijk 2A en 2B konden niet op tegen de Leeuwarders. Voor het eerst was er dit jaar ook een derde klasse in het noorden. Kampioen werd hier het derde elftal van GHC

## Eindstand
| pos | club | gs | w | g | v  | pnt | dv | dt | ds  |
| --- | ---- | -- | - | - | -- | --- | -- | -- | --- |
| 1.  | HCW  | 10 | 8 | 1 | 1  | 17  | 27 | 12 | +15 |
| 2.  | GHC  | 10 | 7 | 1 | 2  | 15  | 37 | 15 | +22 |
| 3.  | Rap. | 10 | 6 | 2 | 2  | 14  | 21 | 9  | +12 |
| 4.  | HVA  | 10 | 3 | 1 | 6  | 7   | 14 | 28 | -14 |
| 5.  | DBS  | 10 | 3 | 1 | 6  | 7   | 21 | 20 | +1  |
| 6.  | LHC  | 10 | 0 | 0 | 10 | 0   | 11 | 47 | -36 |

1928/29 · 1929/30 · 1930/31 · 1931/32 · 1932/33 · 1933/34 · 1934/35 · 1935/36 · 1936/37 · 1937/38 · 1938/39 · 1939/40 · 1940/41 · 1941/42 · 1942/43 · 1943/44 · 1944/45 · 1945/46 · 1946/47 · 1947/48 · 1948/49 · 1949/50 · 1950/51 · 1951/52 · 1952/53 · 1953/54 · 1954/55 · 1955/56 · 1956/57 · 1957/58 · 1958/59 · 1959/60 · 1960/61 · 1961/62 · 1962/63 · 1963/64 · 1964/65 · 1965/66 · 1966/67 · 1967/68 · 1968/69 · 1969/70 · 1970/71 · 1971/72 · 1972/73